# Bistrenți, Ruse
Bistrenți (în bulgară Бистренци) este un sat în comuna Beala, regiunea Ruse,  Bulgaria. 

## Demografie
Componența etnică a satului Bistrenți
     Bulgari (77,59%)
     Romi (17,2%)
     Turci (5,19%)
     Nicio identificare (0%)
La recensământul din 2011, populația satului Bistrenți era de 308 locuitori. Din punct de vedere etnic, majoritatea locuitorilor (77,59%) erau bulgari, existând și minorități de romi (17,2%) și turci (5,19%). Pentru 0,0% din locuitori nu este cunoscută apartenența etnică.